# República de Ancona
La República de Ancona (en italiano: Repubblica di Ancona) fue una república independiente en la Edad Media, considerada una de las Repúblicas marítimas.

## Historia y comercio

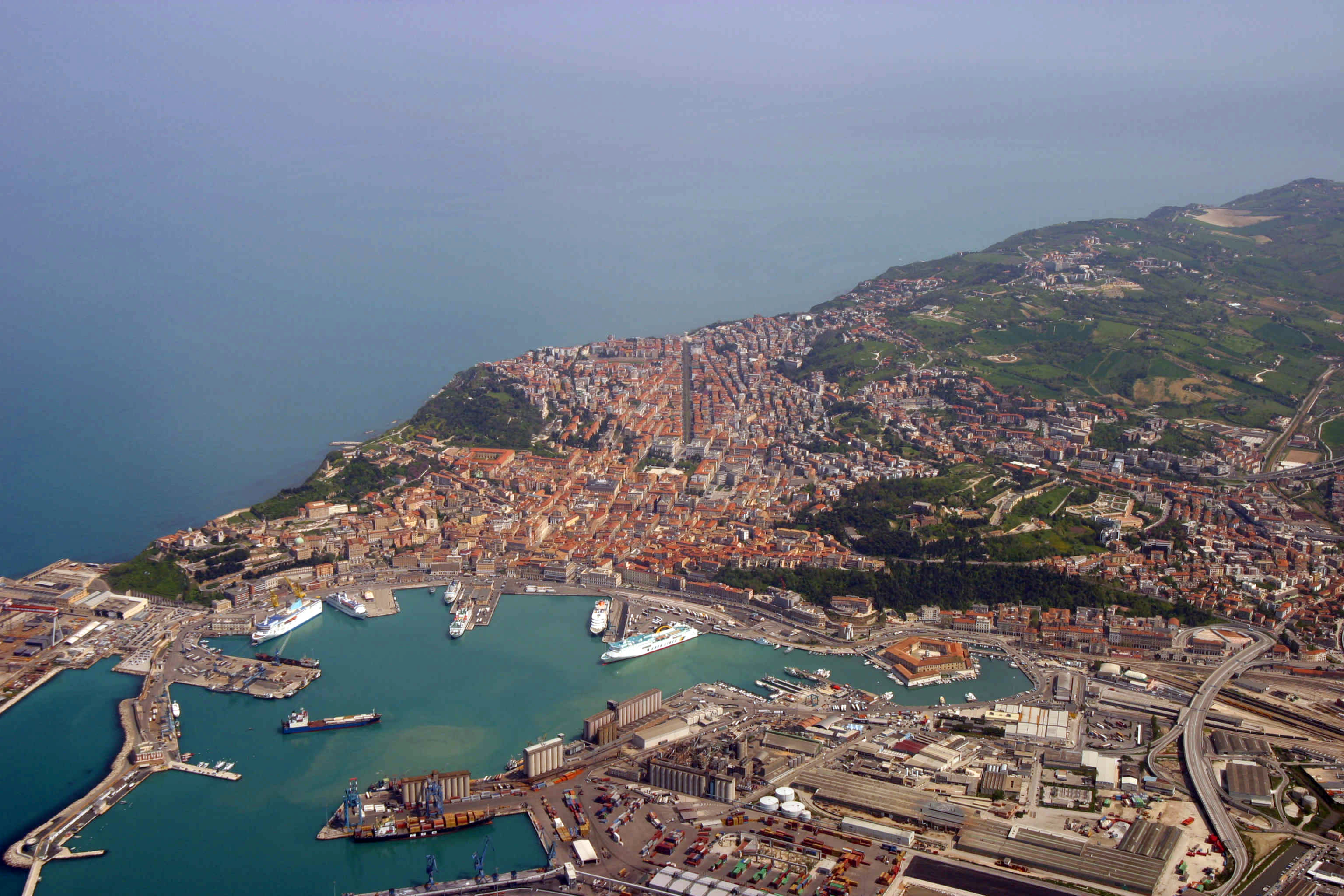
Vista panorámica de Ancona.

Incluida en los Estados Pontificios en 774, Ancona entró en el Sacro Imperio Romano alrededor del año 1000, pero poco a poco llegó a ser totalmente independiente, con la llegada de las comunas (siglo XI). Aunque en lugar cerrado, por la supremacía de Venecia en el mar Adriático, la república marítima de Ancona fue notable por su desarrollo económico y el comercio preferencial, especialmente con el Imperio Bizantino, con quien tuvo un vínculo especial. Estaba en excelentes relaciones con el Reino de Hungría y fue una aliada de la hermana República de Ragusa. Fue a través de estas alianzas valiosas que siempre se las arregló para defenderse de Venecia, que quería tener en su poder todo el mar Adriático. A pesar de la relación con Bizancio, mantiene buenas relaciones con el Imperio otomano.

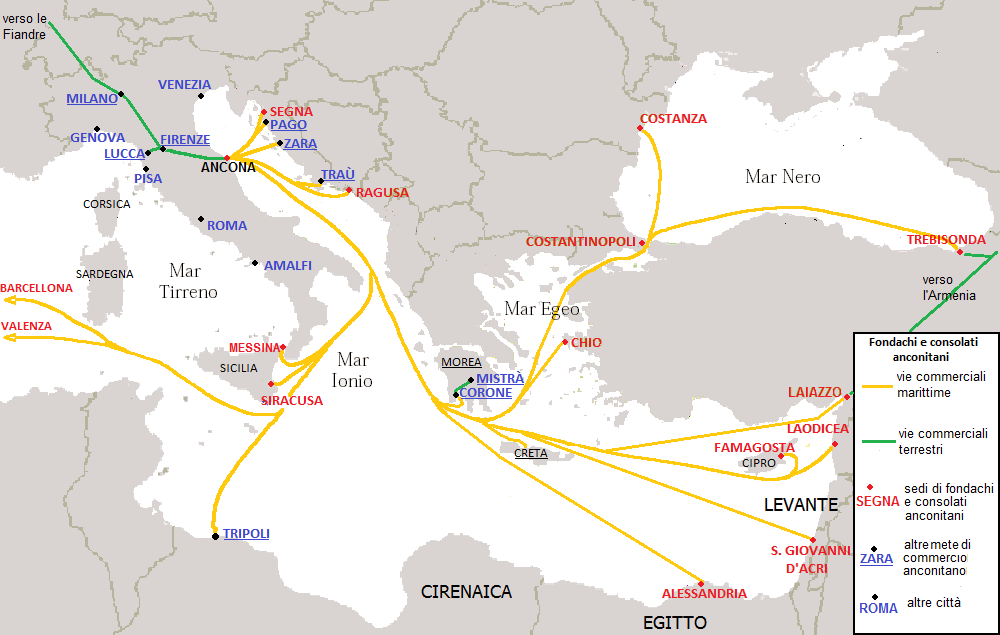
Las rutas comerciales y los almacenes de la República Marítima de Ancona

Una ruta comercial pasó a través de Ancona, alternativa a la de Venecia: desde Oriente Medio a través de Ragusa, Ancona, Florencia, Flandes, terminaba en Inglaterra, y por lo tanto la ciudad fue la puerta de entrada hacia el Este del centro de Italia. Había fondachi (bases comerciales) de la República de Ancona en Constantinopla, Alejandría, Quíos, Acre y en los puertos de Rumania y Siria. La moneda de Ancona (agontano) era aceptada en todos los mercados de comercio del Mediterráneo.
Ancona tuvo que defenderse de Imperio Germánico (contra el que ganó repetidos asedios) y el papado. La lucha para defender su propia libertad siempre tuvo éxito, hasta que, en 1532, el Papa Clemente VII, con una maniobra política astuta, tomó posesión de la ciudad.

## Personajes célebres
El navegador anconitano más famoso fue Ciríaco de Ancona, también conocido como arqueólogo-navegador; fue llamado por sus compañeros humanistas como padre de la antigüedad y hoy a veces se le denomina como el padre de la arqueología, porque dedicó toda su vida a buscar evidencias de la época greco-romana y dio a conocer a sus contemporáneos la existencia del Partenón, las Pirámides de Giza, la Esfinge y otros monumentos antiguos.